# Dionisio Díaz
Dionisio Díaz (Pueblo El Oro, Treinta y Tres, 8 de mayo de 1920 – ib., 9 de mayo de 1929) fue un niño uruguayo, conocido por protagonizar uno de los hechos heroicos más notorios de la tradición oral del país y convertirse en el segundo héroe civil de Uruguay después de Atilio Pelossi.

## Biografía
Nació el 8 de mayo de 1920 en el pequeño poblado de Arroyo del Oro —hoy Mendizábal—, en el departamento de Treinta y Tres. Vivía con su madre, su tío, su abuelo y su pequeña hermana a la que él adoraba, en una pequeña extensión de campo en la que trabajaban y con cuyos productos sobrevivían.
La noche del 9 de mayo del año 1929, luego de haber cenado con la familia, hubo una discusión del abuelo con la madre de Dionisio. Sumido en un ataque de locura, el abuelo tomó su facón y se dirigió hacia el dormitorio de la madre de los niños donde la apuñaló, dándole muerte. Cuando Dionisio se enteró, corrió en busca de su tío, quien al oír lo que acontecía, salió de su habitación y se trabó en lucha con el abuelo. En la lucha resultaron gravemente heridos tanto el tío como Dionisio.
El tío malherido le aconsejó a Dionisio tomar a su hermana y aguardar escondido en el galpón hasta el amanecer, para luego llevarla al poblado. Dionisio se ocultó de su abuelo, cubrió su herida con un trozo de sábana y esperó por horas una ocasión propicia. Finalmente caminó 5 kilómetros hasta el entonces poblado del Oro, donde dejó a su hermanita en una casa. Luego partió hacia el destacamento policial. Lo vio el médico local que ordenó su internación inmediata en el hospital departamental de Treinta y Tres; pero recién al otro día, un automóvil particular de un habitante de Vergara (poblado cercano) arribó al lugar para trasladar a Dionisio. Dionisio falleció de camino a Treinta y Tres debido a las heridas recibidas. 
Su tragedia es evocada como un verdadero ejemplo de estoicismo y lucha ante la adversidad. La leyenda popular lo reconoce como el héroe de Arroyo del Oro.

## Cine, literatura y televisión
- La historia fue llevada al cine en 1929, de la mano del director Carlos Alonso, bajo el título El pequeño héroe del Arroyo del Oro. En 2016, el periodista uruguayo Graziano Pascale publica el libro Sangre inocente: la muerte de Dionisio Díaz, bajo el sello editorial Planeta.[3]
- En su tercera temporada, el programa uruguayo Voces anónimas dedicó un episodio a su historia y trágica muerte.